# Dong Fangzhuo
Dong Fangzhuo (chiń. 董方卓; pinyin Dǒng Fāngzhuó; ur. 23 stycznia 1985 w Dalianie) – chiński piłkarz występujący na pozycji napastnika, reprezentant Chin w latach 2005–2007, olimpijczyk.

## Kariera klubowa
Karierę na poziomie seniorskim rozpoczął w 2002 roku w drugoligowym Dalian Saidelong z rodzinnego Dalianu. W tym samym roku przeniósł się do Dalian Shide, w barwach którego zadebiutował w Jia-A League. W styczniu 2004 roku za kwotę 500 tys. funtów przeszedł do Manchesteru United prowadzonego przez Alexa Fergusona. W latach 2004–2006 był wypożyczony do klubu satelickiego Royal Antwerp FC, gdyż nie udało mu się zdobyć pozwolenia na pracę w Wielkiej Brytanii. W sezonie 2005/06 strzelił 18 bramek, zostając królem strzelców Division II. Po powrocie z wypożyczenia uczestniczył wraz z Manchesterem United w tournée po RPA i po uzyskaniu pozwolenia na podjęcie pracy podpisał nowy kontrakt 9 maja 2007 zanotował jedyny występ w Premier League w wyjazdowym meczu z Chelsea FC. 12 grudnia 2007 zagrał w meczu Ligi Mistrzów UEFA 2007/08 przeciwko AS Roma (0:0). Wkrótce po tym przeniesiono go do drużyny rezerw.
W sierpniu 2008 roku przeszedł do zespołu Dalian Haichang, gdzie rozegrał 26 ligowych spotkań, występując na pozycji ofensywnego pomocnika. Jesienią 2009 roku jego umowa została rozwiązana. Od 23 lutego do 3 sierpnia 2010 był zawodnikiem Legii Warszawa. W Ekstraklasie zadebiutował w meczu przeciwko Polonii Bytom 13 marca 2010 (0:1). Łącznie w rundzie wiosennej sezonu 2009/10 rozegrał w niej 2 spotkania, po czym opuścił zespół. 18 sierpnia 2010 związał się rocznym kontraktem z Portimonense SC. W rundzie jesiennej sezonu 2010/11 zanotował w barwach tego klubu 3 występy w Liga ZON Sagres. Na początku 2011 odszedł z zespołu i odbył testy w FK Sloboda Užice. W marcu 2011 roku został graczem FC Mika. Z klubem tym wywalczył Puchar Armenii 2011, zdobywając gola w meczu finałowym z Szirakiem Giumri (4:1). W latach 2012–2013 grał w Hunan Billows, dla którego strzelił 9 bramek w 43 występach w China League One. W styczniu 2014 roku podpisał umowę z grającym na tym samym poziomie rozgrywkowym Hebei Zhongji, gdzie po niespełna roku zakończył karierę.

## Kariera reprezentacyjna
W 2004 roku wziął udział w Mistrzostwach Azji U-19, na których dotarł z Chinami do finału. W 2005 roku wystąpił na Mistrzostwach Świata U-20 w Holandii, na których zaliczył 3 spotkania. W latach 2005–2007 występował w seniorskiej reprezentacji Chin, w której zanotował 13 spotkań i zdobył 1 bramkę. Zadebiutował w niej 12 października 2005 w towarzyskim meczu z Niemcami (0:1). Wystąpił na Pucharze Azji 2007, na którym rozegrał 2 spotkania w fazie grupowej, po której Chiny odpadły z rywalizacji. W 2008 roku rozegrał 3 mecze w kadrze U-23 na Igrzyskach Olimpijskich w Pekinie, w których strzelił gola przeciwko Nowej Zelandii.

### Bramki w reprezentacji
| LP | Data           | Miejsce          | Przeciwnik | Bramka | Rezultat | Ranga meczu     |
| -- | -------------- | ---------------- | ---------- | ------ | -------- | --------------- |
| 1. | 3 czerwca 2006 | Hardturm, Zurych | Szwajcaria | 1:4    | 1:4      | Mecz towarzyski |

## Sukcesy
FC Mika
- Puchar Armenii: 2011

Royal Antwerp FC
- król strzelców Division II: 2005/06